# Liste der Staatsoberhäupter Estlands
Dies ist eine Liste der Staatsoberhäupter von Estland seit der erstmaligen Erlangung der Unabhängigkeit im Jahr 1918.

## Republik Estland (1918–1940)
| Vorsitzende der provisorischen Regierung                    | Vorsitzende der provisorischen Regierung | Vorsitzende der provisorischen Regierung   | Vorsitzende der provisorischen Regierung | Vorsitzende der provisorischen Regierung | Vorsitzende der provisorischen Regierung |
| Nr.                                                         | Bild                                     | Name (Lebensdaten)                         | Amtsbeginn                               | Amtsende                                 | Partei                                   |
| ----------------------------------------------------------- | ---------------------------------------- | ------------------------------------------ | ---------------------------------------- | ---------------------------------------- | ---------------------------------------- |
| 1                                                           | Konstantin Päts                          | Konstantin Päts (1874–1956)                | 24. Februar 1918                         | 25. Februar 1918                         | EML                                      |
| Deutsche Besatzung (25. Februar 1918 bis 11. November 1918) |                                          |                                            |                                          |                                          |                                          |
| 1                                                           | Konstantin Päts                          | Konstantin Päts (1874–1956)                | 11. November 1918                        | 12. November 1918                        | EML                                      |
| −                                                           | Jaan Poska                               | Jaan Poska (kommissarisch) (1866–1920)     | 11. November 1918                        | 12. November 1918                        | EDE                                      |
|                                                             |                                          |                                            |                                          |                                          |                                          |
| Premierminister der provisorischen Regierung                |                                          |                                            |                                          |                                          |                                          |
| Nr.                                                         | Bild                                     | Name (Lebensdaten)                         | Amtsbeginn                               | Amtsende                                 | Partei                                   |
| −                                                           | Konstantin Päts                          | Konstantin Päts (provisorisch) (1874–1956) | 12. November 1918                        | 8. Mai 1919                              | EML                                      |
| −                                                           | Jaan Poska                               | Jaan Poska (kommissarisch) (1866–1920)     | 12. November 1918                        | 20. November 1918                        | EDE                                      |
| 1                                                           | Otto August Strandman                    | Otto August Strandman (1875–1941)          | 8. Mai 1919                              | 18. November 1919                        | ETE                                      |
|                                                             |                                          |                                            |                                          |                                          |                                          |
| Premierminister                                             |                                          |                                            |                                          |                                          |                                          |
| Nr.                                                         | Bild                                     | Name (Lebensdaten)                         | Amtsbeginn                               | Amtsende                                 | Partei                                   |
| 1                                                           | Jaan Tõnisson                            | Jaan Tõnisson (1868–1941?)                 | 18. November 1919                        | 28. Juli 1920                            | ER                                       |
| 2                                                           | Ado Birk                                 | Aadu Birk (1883–1942)                      | 28. Juli 1920                            | 30. Juli 1920                            | ER                                       |
| (1)                                                         | Jaan Tõnisson                            | Jaan Tõnisson (1868–1941?)                 | 30. Juli 1920                            | 26. Oktober 1920                         | ER                                       |
| 3                                                           | Ants Piip                                | Ants Piip (1884–1942)                      | 26. Oktober 1920                         | 21. Dezember 1920                        | ETE                                      |
|                                                             |                                          |                                            |                                          |                                          |                                          |
| Staatsälteste (Riigivanem)                                  |                                          |                                            |                                          |                                          |                                          |
| Nr.                                                         | Bild                                     | Name (Lebensdaten)                         | Amtsbeginn                               | Amtsende                                 | Partei                                   |
| 1                                                           | Ants Piip                                | Ants Piip (1884–1942)                      | 21. Dezember 1920                        | 25. Januar 1921                          | ETE                                      |
| 2                                                           | Konstantin Päts                          | Konstantin Päts (1874–1956)                | 25. Januar 1921                          | 21. November 1922                        | PK                                       |
| 3                                                           | Juhan Kukk                               | Juhan Kukk (1885–1942)                     | 21. November 1922                        | 2. August 1923                           | ETE                                      |
| (2)                                                         | Konstantin Päts                          | Konstantin Päts (1874–1956)                | 2. August 1923                           | 26. März 1924                            | PK                                       |
| 4                                                           | Friedrich Karl Akel                      | Friedrich Karl Akel (1871–1941)            | 26. März 1924                            | 16. Dezember 1924                        | KRE                                      |
| 5                                                           | Jüri Jaakson                             | Jüri Jaakson (1870–1942)                   | 16. Dezember 1924                        | 15. Dezember 1925                        | ER                                       |
| 6                                                           | Jaan Teemant                             | Jaan Teemant (1872–1941)                   | 15. Dezember 1925                        | 9. Dezember 1927                         | PK                                       |
| 7                                                           | Jaan Tõnisson                            | Jaan Tõnisson (1868–1941?)                 | 9. Dezember 1927                         | 4. Dezember 1928                         | ER                                       |
| 8                                                           | August Rei                               | August Rei (1886–1963)                     | 4. Dezember 1928                         | 9. Juli 1929                             | ESTP                                     |
| 9                                                           | Otto August Strandman                    | Otto August Strandman (1875–1941)          | 9. Juli 1929                             | 12. Februar 1931                         | ETE                                      |
| (2)                                                         | Konstantin Päts                          | Konstantin Päts (1874–1956)                | 12. Februar 1931                         | 19. Februar 1932                         | PK                                       |
| (6)                                                         | Jaan Teemant                             | Jaan Teemant (1872–1941)                   | 19. Februar 1932                         | 19. Juli 1932                            | PK                                       |
| 10                                                          | Kaarel Eenpalu                           | Kaarel Eenpalu (1888–1942)                 | 19. Juli 1932                            | 1. November 1932                         | ÜPE                                      |
| (2)                                                         | Konstantin Päts                          | Konstantin Päts (1874–1956)                | 1. November 1932                         | 18. Mai 1933                             | ÜPE                                      |
| (7)                                                         | Jaan Tõnisson                            | Jaan Tõnisson (1868–1941?)                 | 18. Mai 1933                             | 21. Oktober 1933                         | RKE                                      |
| (2)                                                         | Konstantin Päts                          | Konstantin Päts (1874–1956)                | 21. Oktober 1933                         | 24. Januar 1934                          | PK                                       |
|                                                             |                                          |                                            |                                          |                                          |                                          |
| Premierminister (mit den Aufgaben des Staatsältesten)       |                                          |                                            |                                          |                                          |                                          |
| Nr.                                                         | Bild                                     | Name (Lebensdaten)                         | Amtsbeginn                               | Amtsende                                 | Partei                                   |
| 1                                                           | Konstantin Päts                          | Konstantin Päts (1874–1956)                | 24. Januar 1934                          | 3. September 1937                        | parteilos                                |
|                                                             |                                          |                                            |                                          |                                          |                                          |
| Staatsverweser (Riigihoidja)                                |                                          |                                            |                                          |                                          |                                          |
| Nr.                                                         | Bild                                     | Name (Lebensdaten)                         | Amtsbeginn                               | Amtsende                                 | Partei                                   |
| 1                                                           | Konstantin Päts                          | Konstantin Päts (1874–1956)                | 3. September 1937                        | 24. April 1938                           | parteilos                                |
|                                                             |                                          |                                            |                                          |                                          |                                          |
| Präsidenten                                                 |                                          |                                            |                                          |                                          |                                          |
| Nr.                                                         | Bild                                     | Name (Lebensdaten)                         | Amtsbeginn                               | Amtsende                                 | Partei                                   |
| 1                                                           | Konstantin Päts                          | Konstantin Päts (1874–1956)                | 24. April 1938                           | 23. Juli 1940                            | parteilos                                |
| −                                                           | Johannes Vares                           | Johannes Vares (1889–1946)                 | 21. Juli 1940                            | 23. Juli 1940                            | EKP                                      |
| 2                                                           | Johannes Vares                           | Johannes Vares (1889–1946)                 | 23. Juli 1940                            | 25. August 1940                          | EKP                                      |

## Republik Estland im Exil (1940–1992)
| Premierminister (mit den Aufgaben des Präsidenten) | Premierminister (mit den Aufgaben des Präsidenten) | Premierminister (mit den Aufgaben des Präsidenten) | Premierminister (mit den Aufgaben des Präsidenten) | Premierminister (mit den Aufgaben des Präsidenten) | Premierminister (mit den Aufgaben des Präsidenten) |
| Nr.                                                | Bild                                               | Name (Lebensdaten)                                 | Amtsbeginn                                         | Amtsende                                           | Partei                                             |
| -------------------------------------------------- | -------------------------------------------------- | -------------------------------------------------- | -------------------------------------------------- | -------------------------------------------------- | -------------------------------------------------- |
| 1                                                  |                                                    | Jüri Uluots (1890–1945)                            | 21. Juni 1940                                      | 9. Januar 1945                                     | parteilos                                          |
| 2                                                  |                                                    | August Rei (1886–1963)                             | 9. Januar 1945                                     | 29. März 1963                                      | parteilos                                          |
| 3                                                  |                                                    | Aleksander Warma (1890–1970)                       | 30. März 1963                                      | 23. Dezember 1970                                  | parteilos                                          |
| 4                                                  |                                                    | Tõnis Kint (1896–1991)                             | 23. Dezember 1970                                  | 1. März 1990                                       | parteilos                                          |
| 5                                                  |                                                    | Heinrich Mark (1911–2004)                          | 1. März 1990                                       | 8. Oktober 1992                                    | parteilos                                          |

## Republik Estland (ab 1992)
| Präsidenten | Präsidenten | Präsidenten                   | Präsidenten      | Präsidenten      | Präsidenten |
| Nr.         | Bild        | Name (Lebensdaten)            | Amtsbeginn       | Amtsende         | Partei      |
| ----------- | ----------- | ----------------------------- | ---------------- | ---------------- | ----------- |
| 1           |             | Lennart Meri (1929–2006)      | 6. Oktober 1992  | 8. Oktober 2001  | IL          |
| 2           |             | Arnold Rüütel (1928–2024)     | 8. Oktober 2001  | 9. Oktober 2006  | ERL         |
| 3           |             | Toomas Hendrik Ilves (* 1953) | 9. Oktober 2006  | 10. Oktober 2016 | Volt        |
| 4           |             | Kersti Kaljulaid (* 1969)     | 10. Oktober 2016 | 11. Oktober 2021 | parteilos   |
| 5           |             | Alar Karis (* 1958)           | 11. Oktober 2021 | amtierend        | parteilos   |